# Línea 9 del Metro de la Ciudad de México
La Línea 9 del Metro de la Ciudad de México es una de las doce líneas del Metro de la capital de México. Fue inaugurada el 26 de agosto de 1987 y es la octava línea en incorporarse al sistema. Está integrada por 12 estaciones y tiene 15.3 kilómetros de longitud que abarcan las alcaldías Miguel Hidalgo, Cuauhtémoc, Venustiano Carranza e Iztacalco. Tiene correspondencia con ocho líneas del Metro y su color distintivo es el café. En 2022 la línea fue usada por 94.2 millones de pasajeros.

## Historia

### Construcción
La línea 9 fue inaugurada el 26 de agosto de 1987. Estaba integrada originalmente por nueve estaciones en el tramo Centro Médico-Pantitlán y por 11.6 kilómetros de longitud.  El plan original contemplaba una décima estación, denominada «Asturias», ubicada entre las estaciones Jamaica y Chabacano, la cual fue cancelada debido a oposición vecinal.
Al año siguiente, el 29 de agosto de 1988, fue inaugurada su ampliación al poniente, incorporando tres estaciones adicionales y fijando a la estación Tacubaya como su terminal poniente. Con esta expansión, la línea completó 15.6 kilómetros, de los cuales 13 kilómetros son de servicio y 2.6 kilómetros para maniobras. El plan original de la línea contemplaba una ampliación hasta la estación Observatorio de la línea 1, la cual no fue llevada a cabo.

### Proyecto de expansión a Observatorio
En febrero de 2014 el Jefe de Gobierno del Distrito Federal, Miguel Ángel Mancera, anunció la propuesta de ampliar la línea 9 hacia el poniente, con la incorporación de la estación Observatorio, dónde tendría correspondencia con la línea 1 del Metro. La intención de la propuesta era convertir la estación en el Centro de transferencia modal «más grande del Distrito Federal».
El 27 de mayo de 2017 se hizo oficial el proyecto de ampliación de la línea 9, así como la extensión de la línea 12 también hacia la estación Observatorio. El plan contemplaba que las líneas 1 y 9 compartieran túneles para poder intercambiar trenes de acuerdo a la demanda de cada línea. En agosto de 2017 se emitió la licitación para realizar el estudio de obra para llevar a cabo la expansión, para el cual se asignaron $155 millones de pesos. El gobierno esperaba tener listo los estudios para llevar a cabo la expansión para el 30 de junio de 2018. Sin embargo, nunca se licitó el trabajo de construcción de la ampliación, de forma que nunca se ejecutó la obra.

### Rehabilitación de 2021
En marzo de 2021, la jefa de Gobierno de la Ciudad de México, Claudia Sheinbaum, anunció la suspensión provisional del servicio desde el 27 de marzo al 11 de abril del mismo año para llevar a cabo tareas de mantenimiento en el sector del viaducto elevado de la línea 9, que corresponde a las estaciones Pantitlán, Puebla, Ciudad Deportiva y Velódromo; esta última estación servirá como terminal provisional de la línea 9 en tanto se realizan los trabajos de mantenimiento correspondientes.
El mantenimiento tuvo como finalidad corregir el perfil y trazo de las vías, los cuales se han visto afectados por el hundimiento de las columnas que sostienen el cajón de vías elevado; se plantean las siguientes acciones a ejecutar:
- Desmantelar por completo el sistema de rodamiento de los trenes (vías, barras guías electrificadas y balasto), para posteriormente colocar un relleno ligero de concreto
- Nivelar las vías y corregir el perfil del cajón elevado para eliminar la presencia de vados.

El servicio en el tramo suspendido reanudó operaciones el 7 de abril de 2021, anticipándose a la fecha oficial del 12 de abril; el Sistema de Transporte Colectivo argumentó que fue "por un cumplimiento eficaz de los trabajos de mantenimiento" que se pudo reducir la fecha de apertura de las estaciones.
Mientras duró la rehabilitación del sector elevado de la línea 9, el servicio fue apoyado de manera provisional y gratuita con 20 autobuses de la Red de Transporte de Pasajeros de la Ciudad de México desde la estación Pantitlán a la estación Velódromo. Adicionalmente, se habilitó una alternativa más para agilizar el servicio y reducir la saturación en la terminal Pantitlán, se habilitó el recorrido del transporte de apoyo con RTP en la estación Hangares de la línea 5 para continuar el recorrido a Pantitlán. En esta alternativa los usuarios no pagaron un nuevo pasaje por el ingreso a la estación Hangares y con dicha alternativa se esperaba reducir el tiempo de traslado a 12 minutos.

## Estaciones
| Estación         | Iconografía                     | Inauguración         | Alcaldía                        | Tipo de estación            | Construcción                 | Conexiones |
| ---------------- | ------------------------------- | -------------------- | ------------------------------- | --------------------------- | ---------------------------- | --- |
| Tacubaya         | Cántaro                         | 29 de agosto de 1988 | Miguel Hidalgo                  | Terminal de correspondencia | Túnel profundo               | Correspondencia - Línea 1 (fuera de servicio) - Línea 7 Otros servicios - CETRAM Tacubaya - Tacubaya - Rutas: 110, 110-B, 110-C, 112, 113-B, 115, 118, 119, 200 - Rutas: 1-B, 9-C, 9-E, 21-A - Ruta 4, 6, 15, 24, 28, 42, 44, 46 , 54, 57, 60, 89, 98 y 99 de la Ciudad de México |
| Patriotismo      | Bandera de México               | 29 de agosto de 1988 | Miguel Hidalgo y Cuauhtémoc     | De paso                     | Subterráneo y Túnel profundo | Otros servicios - Alquiler de Ecobici - Patriotismo - Rutas: 13-A, 115-A, 200 - Rutas: 9-C, 9-E, 21-A |
| Chilpancingo     | Avispa                          | 29 de agosto de 1988 | Cuauhtémoc                      | De paso                     | Subterráneo                  | Otros servicios - Alquiler de Ecobici - Chilpancingo - Rutas: 9-C, 9-E |
| Centro Médico    | Caduceo                         | 26 de agosto de 1987 | Cuauhtémoc                      | De correspondencia          | Subterráneo                  | Correspondencia - Línea 3 Otros servicios - Alquiler de Ecobici - Centro Médico - Rutas: 9-C, 9-E |
| Lázaro Cárdenas  | Busto de Lázaro Cárdenas        | 26 de agosto de 1987 | Cuauhtémoc                      | De paso                     | Subterráneo                  | Otros servicios - Lázaro Cárdenas - Rutas: 9-C, 9- |
| Chabacano        | Chabacano                       | 26 de agosto de 1987 | Cuauhtémoc                      | De correspondencia          | Subterráneo                  | Correspondencia - Línea 2 - Línea 8 Otros servicios - Rutas: 2-A, 31-B, 33, 111-A, 145-A - Rutas: 9-C, 9-E, 14-A, 17-C, 17-H, 17-I |
| Jamaica          | Mazorca                         | 26 de agosto de 1987 | Venustiano Carranza             | De correspondencia          | Subterráneo                  | Correspondencia - Línea 4 Otros servicios - Jamaica - Ruta 37 |
| Mixiuhca         | Mujer con un niño               | 26 de agosto de 1987 | Venustiano Carranza             | De paso                     | Subterráneo                  | Otros servicios - Mixiuhca - Mixiuhca - Rutas: 9-C, 9-E, 14-A |
| Velódromo        | Ciclista                        | 26 de agosto de 1987 | Venustiano Carranza e Iztacalco | De paso                     | Elevado                      | Otros servicios - Velódromo - Rutas: 9-E, 14-A |
| Ciudad Deportiva | Jugador de Pelota Mesoamericano | 26 de agosto de 1987 | Venustiano Carranza e Iztacalco | De paso                     | Elevado                      | Otros servicios - Ciudad Deportiva - Ruta 9-E |
| Puebla           | Escudo de la Ciudad de Puebla   | 26 de agosto de 1987 | Venustiano Carranza e Iztacalco | De paso                     | Elevado                      | Otros servicios - Puebla - Rutas: 11-B, 11-C, 19-F, 19-G |
| Pantitlán        | Dos banderas                    | 26 de agosto de 1987 | Venustiano Carranza e Iztacalco | Terminal de correspondencia | Elevado                      | Correspondencia - Línea 1 - Línea 5 - Línea A Otros servicios - CETRAM Pantitlán - Pantitlán - Pantitlán - Ruta 168 - Pantitlán - Rutas: 11-B, 11-C, 19-F, 19-G |

### Estaciones en construcción
| Estación     | Iconografía                         | Inicio de construcción | Ubicación      | Tipo de estación            | Construcción   | Conexiones |
| ------------ | ----------------------------------- | ---------------------- | -------------- | --------------------------- | -------------- | --- |
| Observatorio | Domo de un observatorio astronómico | marzo de 2016          | Álvaro Obregón | Terminal de correspondencia | Túnel Profundo | Otros servicios - CETRAM Observatorio - Terminal Central de Autobuses del Poniente - Ruta 21-D - Rutas 15, 24, 46, 47, 54, 57, 66, 76 y 116 de Microbús - Rutas 25 , 26 y 27 del Estado de México En construcción - Línea 1 - Línea 12 - El Insurgente Observatorio |

## Información técnica

### Afluencia por Estación
La siguiente tabla muestra cada una de las estaciones de la Línea 9, el total y el promedio de pasajeros diarios durante 2022.
| Estación         | Tipo de estación              | Ranking Local | Ranking General | Total de Pasajeros | A diario |
| ---------------- | ----------------------------- | ------------- | --------------- | ------------------ | -------- |
| Pantitlán        | Terminal / De correspondencia | 1°/12         | 4°/175          | 22,638,988         | 62,024   |
| Tacubaya         | Terminal / De correspondencia | 2°/12         | 10°/175         | 16,168,449         | 44,297   |
| Chilpancingo     | De paso                       | 3°/12         | 15°/175         | 12,466,630         | 34,155   |
| Puebla           | De paso                       | 4°/12         | 19°/175         | 11,209,946         | 30,712   |
| Mixiuhca         | De paso                       | 5°/12         | 51°/175         | 6,820,483          | 18,686   |
| Patriotismo      | De paso                       | 6°/12         | 85°/175         | 5,179,243          | 14,189   |
| Centro Médico    | De correspondencia            | 7°/12         | 99°/175         | 4,333,424          | 11,872   |
| Lázaro Cárdenas  | De paso                       | 8°/12         | 113°/175        | 3,881,639          | 10,634   |
| Jamaica          | De correspondencia            | 9°/12         | 118°/175        | 3,582,876          | 9,816    |
| Chabacano        | De correspondencia            | 10°/12        | 128°/175        | 3,091,961          | 8,471    |
| Velódromo        | De paso                       | 11°/12        | 138°/175        | 2,548,133          | 6,981    |
| Ciudad Deportiva | De paso                       | 12°/12        | 144°/175        | 2,366,275          | 6,482    |

### Material rodante
- Desde la Inauguración en 1987 se asignaron trenes MP-68 provenientes de la Línea 1 para atender la demanda de usuarios
- Para inicios de los 90´s la línea se utilizaron en servicio las siguientes formaciones MP-68, NM-73 y NM-79 hasta 1996
- Para 1996 el STC asignó el primer contrato de 26 trenes, rehabilitados por Bombardier Transportation México En el modelo MP-68R93 para cubrir la ruta Pantitlán-Tacubaya hasta la introducción de los NM-02 de la Línea 2.
- En 2004 los trenes NM-73A y NM-79 circularon en Línea 9, los trenes MP-68R93 rompió el límite de los 26 a 29 trenes que incrementaron la afluencia hasta 2008
- Los trenes MP-68R93 y NM-73A Se reasignaron a las Líneas 5, 7 y B hasta el año 2008 cuando fueron sustituidos por los NC-82.
- A mediados de 2008 llegaron los trenes NC-82 provenientes de la Línea 5 para atender los usuarios años posteres cuando fueron traídos a la Línea 3 con total de 20 trenes que circulan actualmente
- En la década de 2010 asignaron los 2 trenes modelo NM-83B provenientes de la Línea 1 para aumentar los trenes de la flota
- En 2019 Llegaron más NM-83B provenientes de la línea 1 con la llegada de los NM-16 debido por la demanda de afluencia
- En un futuro se espera con la llegada de los 30 Trenes CRRC de la Línea 1, la Línea 9 tendrá la flota de NM-83A, NM-83B provenientes de línea 1, así para sacar los trenes NM-79 y los NC-82 circulen en líneas 6 y 7.

### Enlaces de servicio con otras líneas
- Con la Línea 3: Entre las estaciones Centro Médico y Lázaro Cárdenas, dirección Pantitlán (Cuenta con una fosa de pequeña revisión).
- Con la Línea 8  Entre las estaciones Chabacano y Jamaica, dirección Tacubaya.